# Botes de set llegües

En Polzet traient les botes de set llegües a l'ogre (Gustave Doré)

Les botes de set llegües són un calçat fictici que apareix a diversos contes i que permet al seu portador la possibilitat de ser pta a 
gran velocitat sense esforç, per caminar grans distàncies de forma màgica. El seu origen sembla en la mitologia grega, amb les sandàlies alades dels déus, que van passar a la mitologia germànica (a la figura de Loki) i d'allà a les històries populars. El nombre set és recurrent als contes màgics. Apareixen a les històries de Polzet, Peter Schlemihl, Faust de Goethe, El castell de Soria Moria, als llibres de Terry Pratchett i El rei de la muntanya d'or.